# Sigurdur Helgason
Sigurdur Helgason (Akureyri, 30 de septiembre de 1927-Belmont, Massachusetts, 3 de diciembre de 2023) fue un matemático islando-estadounidense, especialista en geometría integral y sus generalizaciones a espacios simétricos.

## Biografía
Obtuvo un PhD en 1954 en la Universidad de Princeton, orientado por Salomon Bochner, con la tesis Banach Algebras and Almost Periodic Functions. Es desde 1965 Profesor de matemática del Instituto de Tecnología de Massachusetts. En 1988 recibió el Premio Leroy P. Steele de Exposición Matemática por sus libros, Groups and Geometric Analysis y Differential Geometry, Lie Groups and Symmetric Spaces. Es Académico de la Academia de Artes y Ciencias de Estados Unidos desde 1970. En 2012 se hizo fellow de la American Mathematical Society.

## Publicaciones seleccionadas

### Artículos
- The derived algebra of a Banach algebra 40 (10). pp. 994-995. PMC 534208.
- Topologies of group algebras and a theorem of Littlewood 86 (2). pp. 269-283.
- Lacunary Fourier series on noncommutative groups 9 (5). pp. 782-790.
- On Riemannian curvature of homogeneous spaces 9 (6). pp. 831-838.
- Some results on invariant theory 68 (4). pp. 367-371.
- Fundamental solutions to invariant differential operators on symmetric spaces 69 (6). pp. 778-781.
- Duality and Radon transforms for symmetric spaces 69 (6). pp. 782-7881.
- A duality in integral geometry; some generalizations of the Radon transform 70 (4). pp. 435-446.
- Radon-Fourier transforms on symmetric spaces and related group representations 71 (5). pp. 757-763.
- con A. Korányi: A Fatou-type theorem for harmonic functions on symmetric spaces 74 (2). pp. 258-263.
- Applications of the Radon transform to representations of semisimple Lie groups 63 (3). pp. 643-647. PMC 223499.
- Paley-Wiener theorems and surjectivity of invariant differential operators on symmetric spaces and Lie groups 79 (1). pp. 129-132.
- Invariant differential equations and homogeneous manifolds 83 (5). pp. 751-774.

### Libros
- Differential geometry and symmetric spaces. Academic Press 1962, AMS 2001
- Analysis on Lie groups and homogeneous spaces. AMS 1972
- Differential geometry, Lie groups and symmetric spaces. Academic Press 1978, 7th edn. 1995
- The Radon Transform. Birkhäuser, 1980, 2ª Edición, 1999
- Topics in harmonic analysis on homogeneous spaces. Birkhäuser 1981
- Groups and geometric analysis: integral geometry, invariant differential operators and spherical functions. Academic Press 1984,  AMS 1994
- Geometric analysis on symmetric spaces. AMS 1994, 2nd. edn. 2008